# شهرستان شارلووا
شهرستان شارلووا (به انگلیسی: Charlevoix Regional County Municipality) یک منطقهٔ مسکونی در کانادا است که در Capitale-Nationale واقع شده‌است. شهرستان شارلووا ۳٬۹۱۲٫۲۰ کیلومتر مربع مساحت و ۱۳٬۳۳۸ نفر جمعیت دارد.